# 逆權六月
本頁面主要介紹"逆權六月"的意思和簡略介紹六月及之後的抗爭活動，如想詳細瞭解請查看:2019年6月9日反對逃犯條例修訂草案遊行;反對逃犯條例修訂草案佔領行動;2019年6月16日反對逃犯條例修訂草案遊行;香港學界反對逃犯條例修訂草案圍堵行動:2019年香港七一衝突;七一大遊行。
逆權六月是指香港市民為了反抗逃犯條例修訂，而在六月進行了一連串抗爭運動的總稱。起因是一名香港男子於台灣殺害了一名少女潘曉穎(潘曉穎命案)，政府籍此修訂逃犯條例，引起了社會極大的不滿和回響。

## 經過

#### 法律界第五次黑衣遊行
2019年6月6日，法律界舉行了第五次黑衣遊行，反對修訂逃犯條例，為六月抗爭打開頭炮，是次遊行有三千人，是歷次黑衣遊行中人數最多的一次。

#### 民陣發起六月第一次反修例遊行
2019年6月9日，民間人權陣線發起了反修例大遊行，三時由維園出發，但因人數太多而提高在二時半出發，終點為金鐘立法會大樓，是次遊行有103萬人參與，刷新了2003年反二十三條遊行的50萬紀錄，亦引起了國際關注。 詳見:2019年6月9日反對逃犯條例修訂草案遊行。

#### 六月九日立法會衝突
在2019年6月9日晚上，民陣反修訂遊行結束後，林鄭11點發聲名表示仍會在6月12日繼續進行修訂逃犯條例二讀，接着有大批示威者企圖佔領立法會綜合大樓，警方隨即派出特別戰術小隊(俗稱，速龍)進行驅散，示威者被驅散到龍和道，中灣，灣仔等地。之後警方在中環對大約300多名示威者進行搜查，並拍攝樣貌，搜查行動大約於6時完畢，並聲稱會追究到低。詳見:2019年6月9日反對逃犯條例修訂草案遊行。

#### 六一二佔領行動
在2019年6月12日早上八時，大量示威者為了阻止立法會二讀逃犯條例，衝出添馬艦，佔領夏慤道和龍和道，警方施放了百五發催淚彈，二十發佈袋彈，數發橡膠子彈，多名示威者受傷，其中兩人受重傷，是次事件引起了國際關注警方是否過度使用武力，市民亦對警察使用的武力感到不滿，引起了警察武力和濫權問題。詳見:反對逃犯條例修訂草案佔領行動。

#### 六一三港鐵不合作運動
有70名市民因不滿政府漠視民意，響應了網上的不合作運動，在觀塘線阻塞地線行駛，隨後被警察捉前問話。

#### 六一五機場接機
十多名市民響應網上號召，於6月15日下午到香港國際機場的接機大堂獨狼式示威。示威者穿着黑衣迎接「范宋宗」下機，但未能等到，寓意反送中未完成；亦有示威者朗讀蘋果日報有關反送中的新聞，向訪港旅客表達他們的訴求。事件最終由機場保安利用機場守則，指出機場內不得展示示威標語，勸退示威者。(來源:2019年6月9日反對逃犯條例修訂草案遊行)

#### 六一五反修例男子墮樓身亡
在2019年6月15日下午三時至四時，35歲名為梁凌杰的男子身穿黃色雨衣在12日其中一個佔領場所——金鐘道太古廣場的平台上危坐，雨衣背寫「林鄭殺港 黑警冷血」[99]，並掛起「反送中 No Extradition To China」的橫額，上面亦寫有「全面撤回送中，我們不是暴動，釋放學生傷者，林鄭下台，Help Hong Kong」的訴求標語。(來源:2019年6月9日反對逃犯條例修訂草案遊行)。其後墮樓身亡，大批人士之後於太古廣場獻花悼念，並設立憑弔區。

#### 六一六民陣第二次反修例遊行
2019年6月16日，民陣再次發起第二次反修例大遊行，同樣由維園出發到金鐘立法會大樓。這次遊行立要有五大訴求。
1.完全撤回逃犯條例 2.䆁放被捕示威者 3.追究警察開槍責任 4.收回6.12暴動定義 5.林鄭月娥下台
該次遊行民陣宣佈有200萬+1人(+1人為太古廣場墮樓男子)，而警察宣佈遊行最高峰有33萬8千人。
林鄭月娥其後發聲明道歉，但未回應五大訴求。詳見:2019年6月16日反對逃犯條例修訂草案遊行。

#### 六二一圍堵警察總部行動
市民因政府未回應訴求，發起了圍堵警察總部行動，希望令政府可以正視市民訴求，示威者向總部掟雞蛋，掛橫額，塗污警徵等，但最終行動未能成功。詳見:香港學界反對逃犯條例修訂草案圍堵行動。

#### 六二五網上眾籌登報
2019年6月25日，網上有人發起眾籌登報行動，計劃在G20峰會前在外國各大媒體登報，短短半天已集得5,484,299元，報章在美國，英國，日本，德國等國家出現。再次引起國際關注。

#### 學界第二次圍堵警察總部
2019年6月26日，學界再次圍堵警察總部，最高峰有三千人參與，其中一名男子被揭穿是便衣警員，假扮示威者，混入人群之中，引起熱議。

#### 第二名反送中人士墮樓亡
2019年6月29日，一名名為盧曉欣的21歲教大學生，在樓宇牆壁寫上，"林鄭下台" "撤回逃犯條例" "䆁放被佊捕示威者" "收回六一二暴動定義" "反送中"等字句後墮樓身亡，6月30日，教大舉行悼念會，有過三百名人士前往悼念獻花。

#### 第三名反送中人士墮樓亡
2019年6月30日，一名名為鄔幸恩的29歲女子，在ifc(國際金融中心 (香港))墮樓身亡，後來發現鄔小姐的facebook曾寫下"對不起，七一我去不了" "我已經絕望了"等字句。

## 七月後續事件及行動

#### 首次升上黑紫荊旗
2019年7月1日凌晨3時，示威者於金紫荊廣場升上黑紫荊旗，以悼念反送中的三位死者。

#### 阻止七一升旗及再次升上黑紫荊旗
2019年7月1日，一批示威者嘗試衝入金紫荊廣場阻止七一升旗，但以失敗告終。下午三時，示威者衝撃立法會其間，另一批示威者升上黑紫荊旗並將香港區旗下半旗。詳見:2019年香港七一衝突。

#### 民陣七一大遊行
民陣於七月一日發起每年一度的遊行，是次主題為"完全撤回逃犯條例" "林鄭月娥下台" "收回612暴動定義及釋放學生示威者" "實行真普選"
本由維園出發終點為立法會大樓，但由於立法會正受衝擊，終點最終改為遮打花園。是次遊行民陣宣佈有五十五萬人參與。詳見:七一大遊行

#### 七一立法會衝擊
2019年7月1日下午3時，示威者嘗試衝入立法會，先後用鐵籠車，鐵錘，鐵管衝擊立法會，下午八時，示威者成功衝入立法會，在立法會塗上"林鄭下台" "狗官" "反送中" "撤回逃犯條例"掛起"沒有暴徒，只有暴政"的橫額。且宣讀"香港人抗爭宣言"，下午十時，警方發出短片，預告會於短期內清場。其後在外的示威者衝回立法會，把留守的示威者拉走，示威者其後於午夜十二時完全撤走。詳見:2019年香港七一衝突。

#### 第四名反送中人士墮樓亡
2019年7月3日清晨，一名姓麥的女士於長沙灣住所墮樓生亡，其後死者朋友於死者房中找到了分別寫上 '不是民選的政府不會回應民意" '甚麼也改變不了的無力感令人煎熬" 等字句。而麥小姐亦曾在網絡上表明反對修訂逃犯條例及爭取民主的意向。

#### 家長聯盟'一齊去，一齊返"聯署及禮賓府遞信行動
2019年7月4日，家長聯盟發起'一齊去，一齊返"聯署及遞信行動，撰寫公開信要求行政長官林鄭月娥7月12日前與市民對話，回應市民訴求，並將於7月7日下午1時到聖約翰坐堂集合，並到禮賓府遞公開信。

#### 香港媽媽反送中集氣大會
2019年7月5日晚上7時，"香港媽媽反送中"在遮打花園舉行集會，促請政府回應市民“撤回逃犯條例” "釋放學生示威者“ “成立獨立調查委員會"等訴求。並希望年輕人珍惜生命。是次集會大會宣佈有八千人參與，比前次集會人數六千人更多。

## 相關連結
https://hk.news.appledaily.com/local/daily/article/20190701/20717267 （页面存档备份，存于）逆權六月
https://hk.news.appledaily.com/local/realtime/article/20190701/59774562 （页面存档备份，存于）